# Saint-Léandre
Saint-Léandre est une municipalité de paroisse de la province de Québec, au Canada, située dans la municipalité régionale de comté de La Matanie, au Bas-Saint-Laurent.

## Toponymie

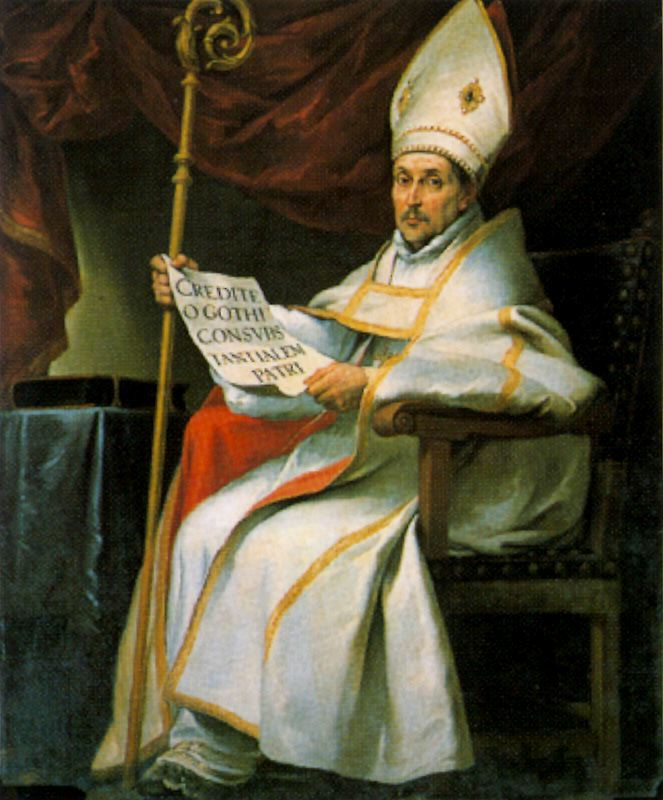
Saint Léandre

Le toponyme de Saint-Léandre est en l'honneur du premier colon local, Léandre Bernier. Saint Léandre, ou plutôt Léandre de Séville, était évêque de Séville en Espagne et joua un grand rôle dans la catholicisation de l'Espagne. Les gentilés appelés Léandais et Léandaises,. Ce gentilé est attribuable au fait de la prononciation québécoise de Léandre en « Léande ».

## Géographie

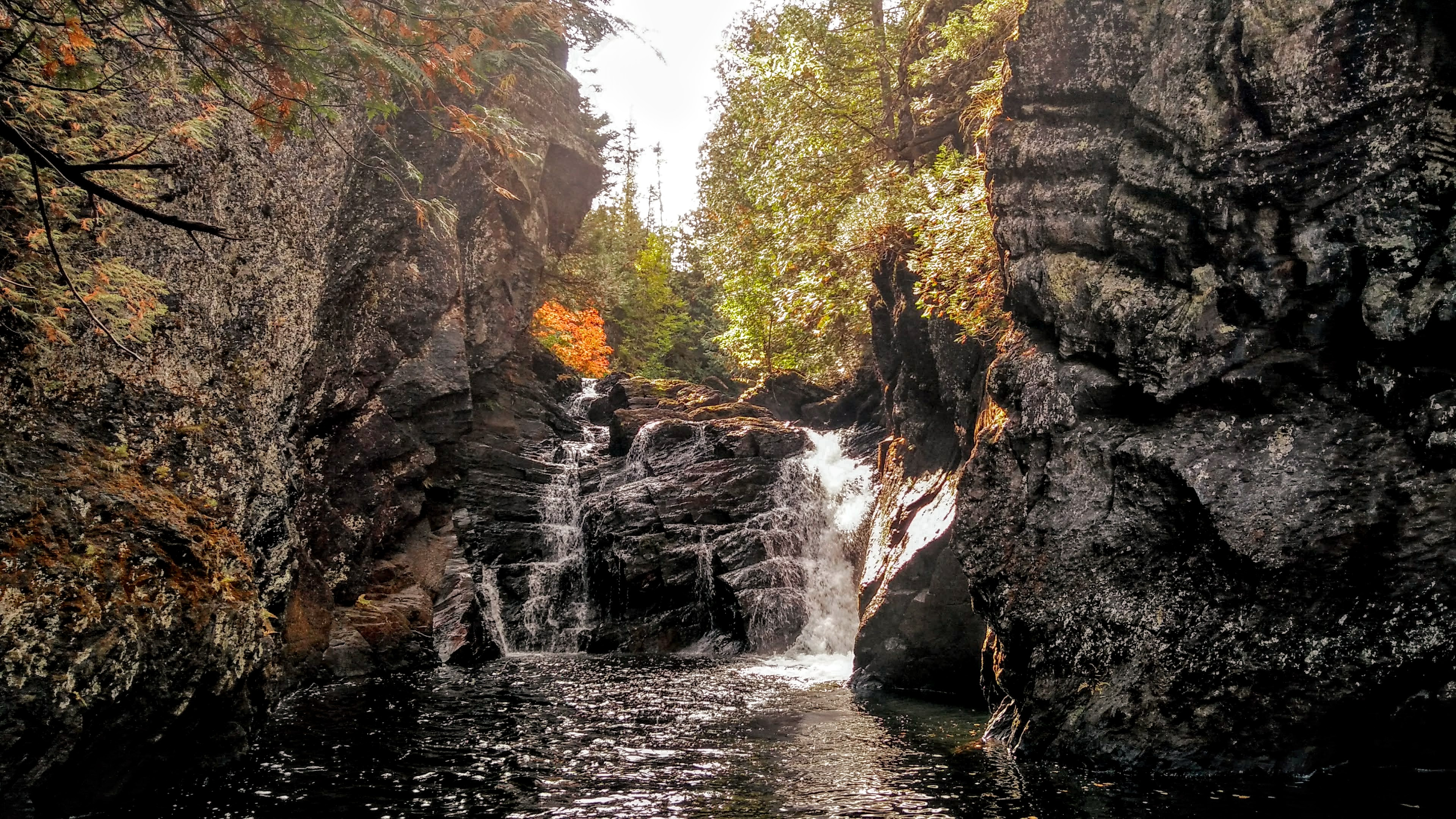
Chute de la Grotte-des-Fées sur la rivière Blanche Sud.

Saint-Léandre est située sur le versant sud du fleuve Saint-Laurent à 400 km au nord-est de Québec et à 300 km à l'ouest de Gaspé. Les villes importantes près de Saint-Léandre sont Matane à 20 km au nord, Mont-Joli à 60 km à l'ouest, Rimouski à 100 km au sud-ouest et Amqui à 55 km au sud-est. La municipalité de paroisse de Saint-Léandre fait partie de la municipalité régionale de comté de Matane dans la région administrative du Bas-Saint-Laurent. Elle fait également partie du canton de Matane.
Le territoire de la municipalité couvre une superficie de 103 km2. Il comprend plusieurs lacs, dont les lacs Adèle, Creux, de la Roche et Ross. 
À partir de la confluence des rivières Petchedetz Est et Petchedetz Sud, la rivière Petchedetz coule vers le nord-est.
La rivière Blanche Sud traverse le nord-ouest de la municipalité vers le nord.
Des éoliennes sont bâties sur son territoire.

## Démographie
| 1961 | 1966 | 1971 | 1976 | 1981 | 1986 | 1991 |
| ---- | ---- | ---- | ---- | ---- | ---- | ---- |
| 877  | 736  | 673  | 543  | 513  | 436  | 396  |

| 1996 | 2001 | 2006 | 2011 | 2016 | 2021 | - |
| ---- | ---- | ---- | ---- | ---- | ---- | - |
| 401  | 380  | 401  | 402  | 400  | 375  | - |

Selon Statistique Canada, la population de Saint-Léandre était de 401 habitants en 2006. Cette population est plutôt constante oscillant entre 380 et 401 habitants au cours entre 1996 et 2006. L'âge médian de la population léandaise est de 46 ans.
Le nombre total de logements privés dans la paroisse est de 203. Cependant, seulement 176 sont habités par des résidents permanents. La majorité des logements de Saint-Léandre sont des maisons individuelles ayant une valeur moyenne de 73 258 $.
Statistique Canada ne recense aucun immigrant à Saint-Léandre. Toute la population a le français comme langue maternelle. 15 % de la population maitrise les deux langues officielles. Selon Statistique Canada, 2 % de la population a une identité autochtone.
31 % de la population de 15 ans et plus de Saint-Léandre n'a aucun diplôme d'éducation. 41 % de cette population n'a que le diplôme d'études secondaires ou professionnelles. Certaines personnes ont un diplôme de niveau universitaire à Saint-Léandre. Tous les diplômés ont effectué leurs études à l'intérieur du Canada. Le principal domaine d'études des Léandais est « l'architecture, le génie et les services connexes ».

## Histoire
La paroisse de Saint-Léandre est créée en 1900. Le bureau de poste est ouvert en 1902. La paroisse est érigée canoniquement en 1911. Elle est créée civilement en 1912.

## Administration
Le conseil municipal de Saint-Léandre est composé d'un maire et de six conseillers qui sont élus en bloc à tous les quatre ans sans division territoriale.
| mandat      | fonction    | nom,              |
| ----------- | ----------- | ----------------- |
| 2013 - 2017 | maire       | Clarence Lévesque |
| 2013 - 2017 | conseillers |                   |
| 2013 - 2017 | #1          | Marcel Tremblay   |
| 2013 - 2017 | #2          | Andrée Blouin     |
| 2013 - 2017 | #3          | Steve Castonguay  |
| 2013 - 2017 | #4          | Vacant            |
| 2013 - 2017 | #5          | Vanezsa Chouinard |
| 2013 - 2017 | #6          | Doris Saucier     |

| Saint-Léandre Maires depuis 2001                                                                                     |                       |         |          |
| Élection | Maire                 | Qualité | Résultat |
| 2001 | Roger Bernier         |         | Voir     |
| 2005 | Roger Bernier         | Voir    |          |
| 2009 | Raymond Chouinard     |         | Voir     |
| 2013 | Jean-Pierre Chouinard |         | Voir     |
| 2017 | Steve Castonguay      |         | Voir     |
| 2021 | Steve Castonguay      | Voir    |          |
| Élection partielle en italique Depuis 2005, les élections sont simultanées dans toutes les municipalités québécoises |                       |         |          |

De plus, Josée Simard est la directrice-générale, la secrétaire-trésosière et la responsable de l'émission des permis et des certificats urbains de la municipalité,.

## Économie
Les activités économiques importantes de Saint-Léandre sont l'agriculture et l'industrie forestière.

## Culture
Le peintre Claude Picher a passé les vingt dernières années de sa vie à Saint-Léandre. C'est d'ailleurs là qu'il a peint ses toiles sur la péninsule gaspésienne. Il a d'ailleurs fait don d'une collection d'une centaine de toiles nommée « La Couleur de la Gaspésie » de la colle à la ville de Matane située tout près.